# Polypodium cuneatum
Polypodium cuneatum là một loài dương xỉ trong họ Polypodiaceae. Loài này được Kuhn mô tả khoa học đầu tiên.